# Richmond Rage 1996-1997
La stagione 1996-97 delle Richmond Rage fu la 1ª nella ABL per la franchigia.
Le Richmond Rage arrivarono seconde nella Eastern Conference con un record di 21-19. Nei play-off vinsero la semifinale con le Colorado Xplosion (2-0), perdendo poi la finale con le Columbus Quest (3-2).

## Roster
| N° | Naz.                   | Ruolo | Sportivo             | Anno | Alt. | Peso |
| -- | ---------------------- | ----- | -------------------- | ---- | ---- | ---- |
|    | Brasile (bandiera)     | C     | Marta Sobral         | 1964 | 191  | 74   |
|    | Stati Uniti (bandiera) | G     | Dena Evans           | 1970 | 163  | 57   |
|    | Stati Uniti (bandiera) | A     | Janice Felder        | 1969 | 185  |      |
|    | Stati Uniti (bandiera) | G     | Molly Goodenbour     | 1972 | 167  | 59   |
|    | Stati Uniti (bandiera) | A     | Adrienne Goodson     | 1966 | 183  | 75   |
|    | Stati Uniti (bandiera) | A     | Jackie Joyner-Kersee | 1962 | 178  | 70   |
|    | Stati Uniti (bandiera) | A     | Etta Maytubby        | 1973 | 183  |      |
|    | Stati Uniti (bandiera) | AC    | Taj McWilliams       | 1970 | 188  | 85   |
|    | Stati Uniti (bandiera) | A     | Leslie Morgan        | 1969 | 185  |      |
|    | Stati Uniti (bandiera) | G     | Dawn Staley          | 1970 | 167  | 61   |
|    | Stati Uniti (bandiera) | G     | Rehema Stephens      | 1969 | 180  | 73   |

## Staff tecnico
Allenatore: Lisa Boyer